# Tomàs Sucona i Vallès
Tomàs Sucona i Vallès (Reus, 2 de febrer de 1842 - Tarragona, 29 de gener de 1907) va ser un eclesiàstic i escriptor català.
El seu pare era un argenter liberal (sembla que va ser un dels que va anar a cremar el convent d'Escornalbou el 1835), però no va posar cap objecció quan Tomàs Sucona va voler començar la carrera eclesiàstica. Primer estudià física i química a Barcelona i treballà a casa d'un gemmòleg, després seguí estudis a València i a Madrid, on entrà a treballar a la Casa de la Moneda. El 1861 va ingressar al Seminari de Tarragona, on el 1868 era ja catedràtic de llatí. Ordenat, va anar a Roma on estudià grec i hebreu i una mica de siríac. En tornar el 1873 es llicencià a València en Cànons. El 1875 es llicencià en filosofia i lletres i en teologia. Va ser professor de grec al Seminari de Tarragona i el 1879 va guanyar la canongia a l'Abadia del Sacromonte, a Granada, on explicà geometria, metafísica i hebreu, i va ser director de l'establiment. Tornà a Tarragona el 1882, i el 1885 era canonge a la catedral. Va ser catedràtic d'hebreu al Seminari.
Publicà articles al Diari de Reus amb certa regularitat, i el 1874 va fundar a Tarragona la Revista de la devoción a los Sagrados Corazones de Jesús y María. Va crear el 1875, també a Tarragona, el Col·legi de Missioners de Pius IX. Presidí a la seva ciutat els Jocs Florals que se celebraren el 1906. Però allò que el fa conegut és la traducció dels Salms de David directament de l'hebreu, amb el nom de Lo llibre dels Salms (Tarragona: Impremta de F. Arís i Fill, 1901), obra que, segons l'estudiós de la cultura reusenca Joaquim Santasusagna, inclou variants i comentaris sobre altres traduccions. Va traduir, també de l'hebreu, el Càntic dels Càntics de Salomó (la versió de Sucona es titula Cantar dels cantars, Tarragona: Impremta de F. Arís i fill, 1906), i publicà també uns Elementos de lengua hebrea (Leipzig: B.G. Teubner, 1891) i diverses obres en llatí sobre filosofia i metafísica.